# Segunda Categoría de El Oro 2012
El Campeonato Provincial de Segunda Categoría de El Oro 2012 será un torneo de fútbol en Ecuador en el cual compiten equipos de la Provincia de El Oro.

## Equipos por Cantón
| Cantón     | N.º | Equipos |
| ---------- | --- | --- |
| Machala    | 7   | - Audaz Octubrino - Deportivo Bolívar - Fuerza Amarilla SC - Parma FC - Urseza - Kléber Franco Cruz - Orense SC |
| Huaquillas | 3   | - Comercial Huaquillas - Atlético Mineiro - Huaquillas FC                                                       |
| El Guabo   | 1   | - Santos FC |
| Portovelo  | 1   | - Río Amarillo                                                                                                  |
| Arenillas  | 1   | - SD Cóndor |
| Santa Rosa | 1   | - Santa Rosa FC                                                                                                 |
| Pasaje     | 1   | - Cantera del Jubones                                                                                           |
| Piñas      | 1   | - ATV Piñas |
| Balsas     | 1   | - Deportivo Balsas                                                                                              |

## Grupo 1
| Equipo                 | Pts | PJ | PG | PE | PP | GF | GC | DG  |
| ---------------------- | --- | -- | -- | -- | -- | -- | -- | --- |
| Fuerza Amarilla SC     | 21  | 10 | 7  | 2  | 1  | 31 | 4  | +27 |
| Santa Rosa Fútbol Club | 20  | 10 | 5  | 5  | 0  | 29 | 9  | +20 |
| Club Atlético Mineiro  | 19  | 10 | 5  | 4  | 1  | 33 | 9  | +24 |
| Parma FC               | 10  | 10 | 2  | 4  | 4  | 19 | 21 | -2  |
| Comercial Huaquillas   | 7   | 9  | 2  | 2  | 5  | 13 | 26 | -13 |
| Kléber Franco Cruz     | 1   | 9  | 0  | 1  | 8  | 5  | 61 | -56 |

|  | Clasificado al Hexagonal Final. |

| Fecha 1              | Fecha 1   | Fecha 1                |
| Equipo Local         | Resultado | Equipo Visitante       |
| -------------------- | --------- | ---------------------- |
| Fuerza Amarilla SC   | 0 - 0     | Club Atlético Mineiro  |
| Parma FC             | 1 - 1     | Santa Rosa Fútbol Club |
| Comercial Huaquillas | 5 - 2     | Kléber Franco Cruz     |

| Fecha 2                | Fecha 2   | Fecha 2              |
| Equipo Local           | Resultado | Equipo Visitante     |
| ---------------------- | --------- | -------------------- |
| Santa Rosa Fútbol Club | 1 - 1     | Fuerza Amarilla SC   |
| Kléber Franco Cruz     | 1 - 1     | Parma FC             |
| Club Atlético Mineiro  | 3 - 0     | Comercial Huaquillas |

| Fecha 3               | Fecha 3   | Fecha 3                |
| Equipo Local          | Resultado | Equipo Visitante       |
| --------------------- | --------- | ---------------------- |
| Fuerza Amarilla SC    | 10 - 0    | Kléber Franco Cruz     |
| Club Atlético Mineiro | 2 - 2     | Santa Rosa Fútbol Club |
| Comercial Huaquillas  | 1 - 1     | Parma FC               |

| Fecha 4                | Fecha 4   | Fecha 4               |
| Equipo Local           | Resultado | Equipo Visitante      |
| ---------------------- | --------- | --------------------- |
| Kléber Franco Cruz     | 0 - 2     | Club Atlético Mineiro |
| Parma FC               | 1 - 6     | Fuerza Amarilla SC    |
| Santa Rosa Fútbol Club | 3 - 1     | Comercial Huaquillas  |

| Fecha 5                | Fecha 5   | Fecha 5              |
| Equipo Local           | Resultado | Equipo Visitante     |
| ---------------------- | --------- | -------------------- |
| Fuerza Amarilla SC     | 2 - 0     | Comercial Huaquillas |
| Santa Rosa Fútbol Club | 4 - 1     | Kléber Franco Cruz   |
| Club Atlético Mineiro  | 1 - 1     | Parma FC             |

| Fecha 6              | Fecha 6   | Fecha 6                |
| Equipo Local         | Resultado | Equipo Visitante       |
| -------------------- | --------- | ---------------------- |
| Comercial Huaquillas | 0 - 2     | Fuerza Amarilla SC     |
| Kléber Franco Cruz   | 0 - 10    | Santa Rosa Fútbol Club |
| Parma FC             | 3 - 2     | Club Atlético Mineiro  |

| Fecha 7               | Fecha 7   | Fecha 7                |
| Equipo Local          | Resultado | Equipo Visitante       |
| --------------------- | --------- | ---------------------- |
| Club Atlético Mineiro | 15 - 1    | Kléber Franco Cruz     |
| Fuerza Amarilla SC    | 3 - 0     | Parma FC               |
| Comercial Huaquillas  | 1 - 5     | Santa Rosa Fútbol Club |

| Fecha 8                | Fecha 8   | Fecha 8               |
| Equipo Local           | Resultado | Equipo Visitante      |
| ---------------------- | --------- | --------------------- |
| Kléber Franco Cruz     | 0 - 7     | Fuerza Amarilla SC    |
| Santa Rosa Fútbol Club | 1 - 1     | Club Atlético Mineiro |
| Parma FC               | 2 - 2     | Comercial Huaquillas  |

| Fecha 9              | Fecha 9   | Fecha 9                |
| Equipo Local         | Resultado | Equipo Visitante       |
| -------------------- | --------- | ---------------------- |
| Fuerza Amarilla SC   | 0 - 0     | Santa Rosa Fútbol Club |
| Parma FC             | 7 - 0     | Kléber Franco Cruz     |
| Comercial Huaquillas | 1 - 5     | Club Atlético Mineiro  |

| Fecha 10               | Fecha 10   | Fecha 10             |
| Equipo Local           | Resultado  | Equipo Visitante     |
| ---------------------- | ---------- | -------------------- |
| Club Atlético Mineiro  | 2 - 0      | Fuerza Amarilla SC   |
| Santa Rosa Fútbol Club | 2 - 1      | Parma FC             |
| Kléber Franco Cruz     | No se jugó | Comercial Huaquillas |

## Grupo 2
| Equipo                | Pts | PJ | PG | PE | PP | GF | GC | DG |
| --------------------- | --- | -- | -- | -- | -- | -- | -- | -- |
| Club ATV Piñas        | 20  | 10 | 6  | 2  | 2  | 20 | 12 | +8 |
| Río Amarillo          | 18  | 10 | 5  | 3  | 2  | 17 | 9  | +8 |
| Cantera del Jubones   | 17  | 10 | 5  | 2  | 3  | 16 | 10 | +6 |
| Audaz Octubrino       | 9   | 9  | 2  | 3  | 4  | 8  | 16 | -8 |
| Santos FC             | 8   | 9  | 2  | 2  | 5  | 11 | 16 | -5 |
| Club Deportivo Balsas | 8   | 10 | 2  | 2  | 6  | 9  | 18 | -9 |

|  | Clasificado al Hexagonal Final. |

| Fecha 1             | Fecha 1   | Fecha 1               |
| Equipo Local        | Resultado | Equipo Visitante      |
| ------------------- | --------- | --------------------- |
| Cantera del Jubones | 2 - 0     | Club Deportivo Balsas |
| Río Amarillo        | 1 - 1     | Club ATV Piñas        |
| Santos FC           | 2 - 0     | Audaz Octubrino       |

| Fecha 2               | Fecha 2   | Fecha 2             |
| Equipo Local          | Resultado | Equipo Visitante    |
| --------------------- | --------- | ------------------- |
| Audaz Octubrino       | 1 - 1     | Río Amarillo        |
| Club Deportivo Balsas | 1 - 3     | Santos FC           |
| Club ATV Piñas        | 2 - 1     | Cantera del Jubones |

| Fecha 3             | Fecha 3   | Fecha 3               |
| Equipo Local        | Resultado | Equipo Visitante      |
| ------------------- | --------- | --------------------- |
| Club ATV Piñas      | 2 - 3     | Audaz Octubrino       |
| Cantera del Jubones | 0 - 0     | Santos FC             |
| Río Amarillo        | 0 - 1     | Club Deportivo Balsas |

| Fecha 4               | Fecha 4   | Fecha 4             |
| Equipo Local          | Resultado | Equipo Visitante    |
| --------------------- | --------- | ------------------- |
| Club Deportivo Balsas | 1 - 0     | Club ATV Piñas      |
| Santos FC             | 0 - 1     | Río Amarillo        |
| Audaz Octubrino       | 1 - 1     | Cantera del Jubones |

| Fecha 5         | Fecha 5   | Fecha 5               |
| Equipo Local    | Resultado | Equipo Visitante      |
| --------------- | --------- | --------------------- |
| Club ATV Piñas  | 4 - 2     | Santos FC             |
| Audaz Octubrino | 2 - 2     | Club Deportivo Balsas |
| Río Amarillo    | 3 - 0     | Cantera del Jubones   |

| Fecha 6               | Fecha 6   | Fecha 6          |
| Equipo Local          | Resultado | Equipo Visitante |
| --------------------- | --------- | ---------------- |
| Santos FC             | 1 - 2     | Club ATV Piñas   |
| Club Deportivo Balsas | 0 - 1     | Audaz Octubrino  |
| Cantera del Jubones   | 2 - 1     | Río Amarillo     |

| Fecha 7             | Fecha 7   | Fecha 7               |
| Equipo Local        | Resultado | Equipo Visitante      |
| ------------------- | --------- | --------------------- |
| Río Amarillo        | 2 - 1     | Santos FC             |
| Cantera del Jubones | 3 - 0     | Audaz Octubrino       |
| Club ATV Piñas      | 4 - 0     | Club Deportivo Balsas |

| Fecha 8               | Fecha 8   | Fecha 8             |
| Equipo Local          | Resultado | Equipo Visitante    |
| --------------------- | --------- | ------------------- |
| Audaz Octubrino       | 0 - 1     | Club ATV Piñas      |
| Santos FC             | 0 - 4     | Cantera del Jubones |
| Club Deportivo Balsas | 1 - 2     | Río Amarillo        |

| Fecha 9             | Fecha 9   | Fecha 9               |
| Equipo Local        | Resultado | Equipo Visitante      |
| ------------------- | --------- | --------------------- |
| Río Amarillo        | 4 - 0     | Audaz Octubrino       |
| Santos FC           | 2 - 2     | Club Deportivo Balsas |
| Cantera del Jubones | 1 - 2     | Club ATV Piñas        |

| Fecha 10              | Fecha 10   | Fecha 10            |
| Equipo Local          | Resultado  | Equipo Visitante    |
| --------------------- | ---------- | ------------------- |
| Club Deportivo Balsas | 1 - 2      | Cantera del Jubones |
| Club ATV Piñas        | 2 - 2      | Río Amarillo        |
| Audaz Octubrino       | No se jugó | Santos FC           |

## Grupo 3
| Equipo                    | Pts | PJ | PG | PE | PP | GF | GC | DG  |
| ------------------------- | --- | -- | -- | -- | -- | -- | -- | --- |
| Deportivo Bolívar         | 18  | 8  | 5  | 3  | 0  | 14 | 4  | +10 |
| Orense Sporting Club      | 17  | 8  | 5  | 2  | 1  | 40 | 5  | +35 |
| Huaquillas Fútbol Club    | 16  | 8  | 5  | 1  | 2  | 39 | 9  | +30 |
| Sociedad Deportivo Condor | 3   | 7  | 1  | 0  | 6  | 4  | 29 | -25 |
| Urseza                    | 0   | 7  | 0  | 0  | 7  | 4  | 54 | -50 |

|  | Clasificado al Hexagonal Final. |

| Fecha 1                   | Fecha 1   | Fecha 1              |
| Equipo Local              | Resultado | Equipo Visitante     |
| ------------------------- | --------- | -------------------- |
| Deportivo Bolívar         | 0 - 0     | Orense Sporting Club |
| Sociedad Deportiva Condor | 3 - 2     | Urseza               |
| Huaquillas Fútbol Club    | -         | Libre                |

| Fecha 2              | Fecha 2   | Fecha 2                   |
| Equipo Local         | Resultado | Equipo Visitante          |
| -------------------- | --------- | ------------------------- |
| Urseza               | 0 - 5     | Huaquillas Fútbol Club    |
| Orense Sporting Club | 7 - 0     | Sociedad Deportiva Condor |
| Deportivo Bolívar    | -         | Libre                     |

| Fecha 3                | Fecha 3   | Fecha 3                   |
| Equipo Local           | Resultado | Equipo Visitante          |
| ---------------------- | --------- | ------------------------- |
| Deportivo Bolívar      | 2 - 0     | Sociedad Deportiva Condor |
| Huaquillas Fútbol Club | 3 - 2     | Orense Sporting Club      |
| Urseza                 | -         | Libre                     |

| Fecha 4                   | Fecha 4   | Fecha 4                |
| Equipo Local              | Resultado | Equipo Visitante       |
| ------------------------- | --------- | ---------------------- |
| Urseza                    | 0 - 4     | Deportivo Bolívar      |
| Sociedad Deportiva Condor | 0 - 3     | Huaquillas Fútbol Club |
| Orense Sporting Club      | -         | Libre                  |

| Fecha 5                   | Fecha 5   | Fecha 5              |
| Equipo Local              | Resultado | Equipo Visitante     |
| ------------------------- | --------- | -------------------- |
| Huaquillas Fútbol Club    | 1 - 2     | Deportivo Bolívar    |
| Urseza                    | 1 - 10    | Orense Sporting Club |
| Sociedad Deportiva Condor | -         | Libre                |

| Fecha 6                   | Fecha 6   | Fecha 6                |
| Equipo Local              | Resultado | Equipo Visitante       |
| ------------------------- | --------- | ---------------------- |
| Deportivo Bolívar         | 1 - 1     | Huaquillas Fútbol Club |
| Orense Sporting Club      | 10 - 0    | Urseza                 |
| Sociedad Deportiva Condor | -         | Libre                  |

| Fecha 7                | Fecha 7   | Fecha 7                   |
| Equipo Local           | Resultado | Equipo Visitante          |
| ---------------------- | --------- | ------------------------- |
| Huaquillas Fútbol Club | 5 - 0     | Sociedad Deportiva Condor |
| Deportivo Bolívar      | 2 - 1     | Urseza                    |
| Orense Sporting Club   | -         | Libre                     |

| Fecha 8                   | Fecha 8   | Fecha 8                |
| Equipo Local              | Resultado | Equipo Visitante       |
| ------------------------- | --------- | ---------------------- |
| Sociedad Deportiva Condor | 1 - 3     | Deportivo Bolívar      |
| Orense Sporting Club      | 4 - 1     | Huaquillas Fútbol Club |
| Urseza                    | -         | Libre                  |

| Fecha 9                   | Fecha 9   | Fecha 9              |
| Equipo Local              | Resultado | Equipo Visitante     |
| ------------------------- | --------- | -------------------- |
| Huaquillas Fútbol Club    | 20 - 0    | Urseza               |
| Sociedad Deportiva Condor | 0 - 7     | Orense Sporting Club |
| Deportivo Bolívar         | -         | Libre                |

| Fecha 10               | Fecha 10   | Fecha 10                  |
| Equipo Local           | Resultado  | Equipo Visitante          |
| ---------------------- | ---------- | ------------------------- |
| Orense Sporting Club   | 0 - 0      | Deportivo Bolívar         |
| Urseza                 | No se jugó | Sociedad Deportivo Condor |
| Huaquillas Fútbol Club | -          | Libre                     |

## Hexagonal Final
| Equipo                 | Pts | PJ | PG | PE | PP | GF | GC | DG  |
| ---------------------- | --- | -- | -- | -- | -- | -- | -- | --- |
| Orense Sporting Club   | 22  | 10 | 7  | 1  | 2  | 21 | 8  | +13 |
| Deportivo Bolívar      | 18  | 10 | 5  | 3  | 2  | 15 | 7  | +8  |
| Santa Rosa Fútbol Club | 14  | 10 | 3  | 5  | 1  | 9  | 13 | -4  |
| Fuerza Amarilla SC     | 10  | 10 | 2  | 4  | 4  | 14 | 17 | -3  |
| Club ATV Piñas         | 10  | 10 | 2  | 4  | 4  | 10 | 16 | -6  |
| Río Amarillo           | 6   | 10 | 1  | 3  | 6  | 10 | 18 | -8  |

|  | Clasificado a los zonales. |

| Fecha 1                | Fecha 1   | Fecha 1              |
| Equipo Local           | Resultado | Equipo Visitante     |
| ---------------------- | --------- | -------------------- |
| Fuerza Amarilla SC     | 0 - 1     | Club ATV Piñas       |
| Santa Rosa Fútbol Club | 2 - 1     | Orense Sporting Club |
| Deportivo Bolívar      | 2 - 0     | Río Amarillo         |

| Fecha 2              | Fecha 2   | Fecha 2                |
| Equipo Local         | Resultado | Equipo Visitante       |
| -------------------- | --------- | ---------------------- |
| Río Amarillo         | 0 - 1     | Fuerza Amarilla SC     |
| Orense Sporting Club | 1 - 0     | Deportivo Bolívar      |
| Club ATV Piñas       | 1 - 1     | Santa Rosa Fútbol Club |

| Fecha 3                | Fecha 3   | Fecha 3              |
| Equipo Local           | Resultado | Equipo Visitante     |
| ---------------------- | --------- | -------------------- |
| Deportivo Bolívar      | 1 - 1     | Fuerza Amarilla SC   |
| Club ATV Piñas         | 1 - 2     | Orense Sporting Club |
| Santa Rosa Fútbol Club | 0 - 0     | Río Amarillo         |

| Fecha 4            | Fecha 4   | Fecha 4                |
| Equipo Local       | Resultado | Equipo Visitante       |
| ------------------ | --------- | ---------------------- |
| Fuerza Amarilla SC | 1 - 1     | Orense Sporting Club   |
| Deportivo Bolívar  | 2 - 0     | Santa Rosa Fútbol Club |
| Río Amarillo       | 2 - 0     | Club ATV Piñas         |

| Fecha 5                | Fecha 5   | Fecha 5            |
| Equipo Local           | Resultado | Equipo Visitante   |
| ---------------------- | --------- | ------------------ |
| Santa Rosa Fútbol Club | 0 - 0     | Fuerza Amarilla SC |
| Orense Sporting Club   | 1 - 0     | Río Amarillo       |
| Club ATV Piñas         | 2 - 1     | Deportivo Bolívar  |

| Fecha 6            | Fecha 6   | Fecha 6                |
| Equipo Local       | Resultado | Equipo Visitante       |
| ------------------ | --------- | ---------------------- |
| Fuerza Amarilla SC | 1 - 2     | Santa Rosa Fútbol Club |
| Río Amarillo       | 1 - 3     | Orense Sporting Club   |
| Deportivo Bolívar  | 2 - 0     | Club ATV Piñas         |

| Fecha 7                | Fecha 7   | Fecha 7            |
| Equipo Local           | Resultado | Equipo Visitante   |
| ---------------------- | --------- | ------------------ |
| Orense Sporting Club   | 3 - 1     | Fuerza Amarilla SC |
| Santa Rosa Fútbol Club | 1 - 1     | Deportivo Bolívar  |
| Club ATV Piñas         | 1 - 1     | Río Amarillo       |

| Fecha 8              | Fecha 8   | Fecha 8                |
| Equipo Local         | Resultado | Equipo Visitante       |
| -------------------- | --------- | ---------------------- |
| Fuerza Amarilla SC   | 0 - 3     | Deportivo Bolívar      |
| Orense Sporting Club | 4 - 1     | Club ATV Piñas         |
| Río Amarillo         | 1 - 2     | Santa Rosa Fútbol Club |

| Fecha 9                | Fecha 9   | Fecha 9              |
| Equipo Local           | Resultado | Equipo Visitante     |
| ---------------------- | --------- | -------------------- |
| Fuerza Amarilla SC     | 7 - 4     | Río Amarillo         |
| Deportivo Bolívar      | 1 - 0     | Orense Sporting Club |
| Santa Rosa Fútbol Club | 1 - 1     | Club ATV Piñas       |

| Fecha 10             | Fecha 10  | Fecha 10               |
| Equipo Local         | Resultado | Equipo Visitante       |
| -------------------- | --------- | ---------------------- |
| Club ATV Piñas       | 2 - 2     | Fuerza Amarilla SC     |
| Orense Sporting Club | 5 - 0     | Santa Rosa Fútbol Club |
| Río Amarillo         | 1 - 1     | Deportivo Bolívar      |

### Campeón
| |
| Ecuador |
| Orense Sporting Club 1.er Título Va a los Zonales Finales como Campeón. - Deportivo Bolívar también clasifica a los Zonales Finales como Subcampeón. |

| Predecesor: Edición 2011 | Campeonato Provincial de Segunda Categoría de El Oro Edición 2012 | Sucesor: Edición 2013 |

- Datos: Q6344557